# جوستوس فان هويسوم
جوستوس فان هويسوم ، الذي تهجى أيضًا Huijsum ، ولد 8 يوليو 1659 في أمستردام توفي 23 أبريل 1716 في أمستردام ، كان رسامًا هولنديًا من العصر الذهبي.

## سيرة شخصية
كان نجل الرسام الزخرفي يان فان هويسوم الأول وشقيق النحات كاسبار فان هويسوم. انتقل يان فان هويسوم الأول إلى أمستردام من هويزوم (بالقرب من ليوفاردن ) بين عامي 1654 و 1657 ، حيث ولد أولاده جوستوس وكاسبار.  وفقًا لهبركن ، عندما بلغ جوستس سن الرشد ، أرسله والده لتعلم الرسم على يد نيكولاس بيرشم عام 1675. قال Houbraken إنه كان جيدًا جدًا في جميع أنواع الرسم ، لكنه برع في الرسم على الزهور ، وأسس شركة عائلية في طلاء الزهور في المزهريات. تزوج فيما بعد وأصبح والد جان فان هويسوم ، وجاكوب فان هويسوم ، وجوستوس الثاني فان هويسوم.  سرق النازيون إحدى لوحاته المسماة «مزهرية الزهور» من معرض أوفيزي في فلورنسا بإيطاليا - ويعتقد أنها لا تزال موجودة في ألمانيا. 